# Nasoona chrysanthusi
Nasoona chrysanthusi là một loài nhện trong họ Linyphiidae.
Loài này thuộc chi Nasoona. Nasoona chrysanthusi được George Hazelwood Locket miêu tả năm 1982.